# Adalbert von Flottwell
Julius Adalbert Flottwell (seit 1861 von Flottwell; * 3. Februar 1829 in Marienwerder; † 29. Mai 1909 in Pullach im Isartal) war ein preußischer Beamter, sowie Kabinettsminister in Lippe und Landesdirektor von Waldeck. Außerdem war er ein deutscher konservativer Politiker.

## Herkunft
Er war Sohn des Staatsministers Eduard von Flottwell (1786–1865) und dessen Ehefrau Auguste Lüdecke (* 15. August 1794; † 6. März 1862). 

## Leben
Nach einem rechtswissenschaftlichen Studium trat er in den preußischen Staatsdienst ein. Er war 1857 Regierungsassessor in Potsdam und Posen. Durch die Nobilitierung seines Vaters 1861 wurde auch er in den Adelsstand erhoben. Im selben Jahr wurde er Landrat von Meseritz. Zwischen 1866 und 1868 gehörte er dem Preußischen Abgeordnetenhaus als Mitglied der konservativen Partei an. Seit 1868 war er als Landesdirektor von Waldeck-Pyrmont Leiter der Verwaltung dieses Fürstentums. Im Jahr 1872 wurde er Kabinettsminister im Fürstentum Lippe. Seit 1875 amtierte er als Regierungspräsident in Marienwerder. Zwischen 1878 und 1881 gehörte Flottwell als Mitglied der deutschkonservativen Fraktion dem Reichstag an. Hier vertrat er als Abgeordneter den Wahlkreis Marienwerder 7 (Schlochau - Flatow). Zwischen 1880 und 1883 war er Bezirkspräsident des Bezirks Lothringen mit Sitz in Metz. Danach war Flottwell bis 1902 Direktor der Schlesischen Bodenkreditbank.

## Familie
Er heiratete am 29. Mai 1860 Ella von Oppen (* 7. Dezember 1841). Das Paar hatte mehrere Kinder:
- Adalbert Hermann (* 7. Oktober 1861; † 26. Dezember 1891 in San Remo)
- Hermann Georg (* 31. Juli 1864) ⚭ 1908 Freiin Magda Maria von Diepenbroick-Grüter (* 29. September 1878)[3]
- Elisabeth Viktoria (* 20. Mai 1869) ⚭ 1898  Nikolaus von Arnim